# Glyphostoma immaculata
Glyphostoma immaculata é uma espécie de lesma marinha, um gastrópode do gênero Glyphostoma, pertencente a família Clathurellidae.
A espécie pode ser encontrada no Golfo do Panamá.